# Cleantis tubicola
Cleantis tubicola là một loài chân đều trong họ Holognathidae. Loài này được Thomson miêu tả khoa học năm 1885.